# Борисово (Мещовський район)
Борисово (рос. Борисово) — присілок в Мещовському районі Калузької області Російської Федерації.
Населення становить 1 особу. Входить до складу муніципального утворення Село Серпейськ.

## Історія
Від 2004 року входить до складу муніципального утворення Село Серпейськ.

## Населення
| 2002 | 2010 |
| ---- | ---- |
| 1    | →1   |